# Jocelyn Lovell
Jocelyn Bjorn Lovell (ur. 19 lipca 1950 w Norwich, Wielka Brytania, zm. 3 czerwca 2016 w Mississauga) – kanadyjski kolarz torowy i szosowy, srebrny medalista torowych mistrzostw świata.

## Kariera
Jocelyn Lovell urodził się w Norwich w Wielkiej Brytanii, ale od początku kariery reprezentował barwy Kanady. W 1968 roku wystartował na igrzyskach olimpijskich w Meksyku, gdzie siódme miejsce w wyścigu na 1 km, a rywalizację w sprincie indywidualnym zakończył w eliminacjach. Dwa lata później wystąpił na igrzyskach Brytyjskiej Wspólnoty Narodów w Edynburgu zdobywając trzy medale: złoty w wyścigu na 10 mil, srebrny w tandemach oraz brązowy na 1 km. Na igrzyskach panamerykańskich w Cali w 1971 roku zwyciężył na dystansie 1 km, powtarzając ten wyczyn cztery lata później, podczas igrzysk panamerykańskich w Meksyku. W międzyczasie wystartował na igrzyskach olimpijskich w Monachium, w swojej koronnej konkurencji zajmując piętnaste miejsce, a wraz z kolegami z reprezentacji 19. pozycję w drużynowym wyścigu na dochodzenie. Medalu nie zdobył również na igrzyskach olimpijskich w Montrealu w 1976 roku, zajmując odpowiednio trzynaste i jedenaste miejsce. Największe sukcesy osiągnął w 1978 roku. Na igrzyskach Wspólnoty Narodów w Edmonton trzykrotnie zwyciężał: na 1 km, na 10 mil oraz w wyścigu tandemów (razem z Gordonem Singletonem). W tym samym roku brał udział w torowych mistrzostwach świata w Monachium, gdzie w wyścigu na 1 km zajął drugie miejsce, ulegając jedynie Lotharowi Thomsowi z NRD. Ponadto wielokrotnie zdobywał medale mistrzostw kraju, zarówno w kolarstwie torowym, jak i szosowym.
Jego żoną była kanadyjska panczenistka Sylvia Burka.